# Bruno Mistiaen
Bruno Mistiaen (La Chapelle-d'Armentières, 1er mai 1946 - Tourcoing, 10 octobre 2019) est un géologue et paléontologue français, spécialiste des stromatopores.

## Biographie
Bruno Mistiaen est né le 1er mai 1946 à La Chapelle-d'Armentières.
Il effectue ses études supérieures à la Faculté libre des sciences de Lille et à l’Université des Sciences et Techniques de Lille 1. En 1976, il entre au laboratoire de géologie de la Faculté libre des
sciences, où il soutient une thèse de 3e cycle : Stromatopores du Dévonien de Ferques sous la direction de Denise Brice.
En 1973, il réalise une première mission géologique en Afghanistan sous la direction du professeur Albert-Félix de Lapparent, suivie de trois autres en 1975, 1976, 1978, pour le CNRS, missions interrompues par l’invasion soviétique. Il en tire la matière de sa thèse de doctorat d’État : Phénomènes récifaux dans le Dévonien d’Afghanistan (Montagnes Centrales). Analyse et systématique des stromatopores.
Ensuite, Bruno Mistiaen se consacre à l'étude des stromatopores et des coraux tabulés, provenant de collectes réalisées lors de missions scientifiques en Europe, Iran, Mongolie, Chine, Australie, Pakistan, Vietnam, Maroc, effectuées pour le CNRS.
Professeur à l'Université catholique de Lille, il y fut responsable du Laboratoire de paléontologie stratigraphique (FLST-ISA).
Il est l’auteur d'une centaine de publications dans des revues à comité de lecture.
La guerre l'empêchant de retourner en Afghanistan alors qu'il avait noué de nombreuses relations sur place, il crée une association d'amitié franco-afghane, l'AFRANE, « organisation humanitaire indépendante de tout courant politique et confessionnel qui œuvre pour le développement de l'éducation dans ce pays ». Il accueille de nombreux jeunes Afghans réfugiés en France et en adoptera officiellement un, Hossein Rizai-Mistiaen, un Hazara arrivé en 2003.
Il parlait le dari et put ainsi venir en aide à de nombreux réfugiés, notamment lors de ses séjours à Sangatte.
Il meurt à Tourcoing le 10 octobre 2019 et est inhumé à La Chapelle d'Armentières.

## Distinctions
- Grand Prix Kuhlmann 2004 de la Société des sciences, de l'agriculture et des arts de Lille[7]

## Publications

### Ouvrage
- Phénomènes récifaux dans le Dévonien d'Afghanistan (Montagnes centrales) : analyse et systématique des Stromatopores, Société géologique du Nord, 1985 [lire en ligne]

### Articles
- (en) Paleontological bibliography of Bruno Mistiaen by Tomasz Wrzolek, Katedra Stratygrafii Ekosystemowej, octobre 2019
- Bruno Mistiaen's research while affiliated with French National Centre for Scientific Research and other places sur ResearchGate
- (en) Maurice Streele, Denise Brice et Bruno Mistiaen, « Strunian », Geologica Belgica, vol. 9, nos 1-2,‎ 2006, p. 105-109 (ISSN 1374-8505, lire en ligne)
- « Dendropora explicita Michelin, 1846et D. Briceae nov. sp. (Tabulata) dans leur localité-type du Boulonnais. Présence du genre en Afghanistan », Geobios, vol. 24, no 2,‎ 1991, p. 141-155 (lire en ligne)
- Bruno Mistiaen et Francis Tourneur, « French palaeontologists and the study of Palaeozoic corrals in North Africa in the XXth century », 11th Symposium on Fossil Cnidaria and Sponges, Liège, 2011.
- Alain Blieck, Denise Brice, Jacques Charvet, Jessie Cuvelier, Jean-Pierre de Baere, André Dhainaut, Antoine Matrion, Francis Meilliez, Bruno Mistiaen, Thierry Oudoire et al., « La Société géologique du Nord et les sciences de la terre dans le Nord de la France : science, industrie et société », Mémoires de la société géologique du Nord,‎ 2014, p. 3-40 (lire en ligne)
- « L'hospitalité de Kaboul à Calais », Les Nouvelles d'Afghanistan,‎ décembre 2011, p. 30-32 (lire en ligne)